# John Gorman (Musiker)

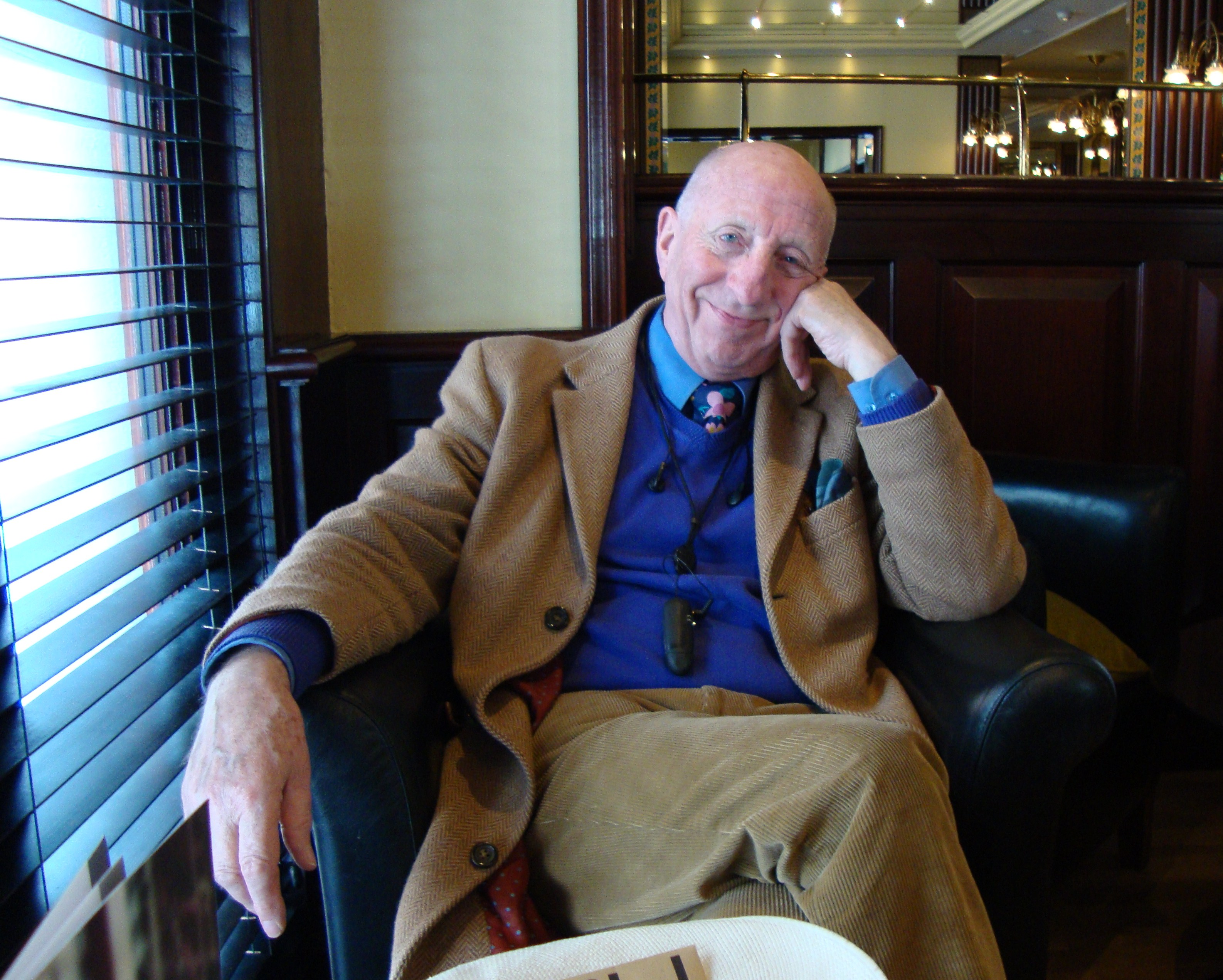
John Gorman, 2010

John Gorman (* 4. Januar 1937 in Birkenhead) ist britischer Musiker und Komiker.

## Leben
Gorman war Sänger bei den Bands The Scaffold und Grimms. Er hat 1977 sein einziges Soloalbum Go Man Gorman veröffentlicht. John Gorman arbeitete erst weiter beim Fernsehen in der Kindersendung Tiswas, wo er zu den Four Bucketeers gehörte, die 1980 einen kleinen Charthit hatten. Danach arbeitete er zunächst als Regisseur für das Fernsehen und dann für das Theater.

## Solo-Album
- 1977: Go Man Gorman. DJM